# 德軍春季攻勢
皇帝會戰（德語：Kaiserschlacht），又稱作魯登道夫攻勢（法語：offensive de Ludendorff）或春季攻势（德語：Frühjahrsoffensive），是第一次世界大戰由德意志帝國於西方戰線發動的連續攻勢，達到自1914年以來挺進幅度最深的成果。這場攻勢發動的起因為：德軍意識到必須在美國挾壓倒性的物資和人力優勢進駐歐陸前擊敗西線的協約聯軍，這是德國在戰爭中最後的機會，同時也因為東線在俄羅斯帝國退出戰爭後可集中實力發動攻擊，約有50個師得以釋出並取得數量優勢，在質素上也較西線的德軍為佳。
這場攻勢分作4個階段，代號「米夏埃尔」（Michael）、「格奥尔格特」（Georgette）、「格奈泽瑙」（Gneisenau）和「布呂歇爾-约克」（Blücher-Yorck）。米夏埃尔作戰是這次行動的主攻，目的在突破盟軍防線，包圍於索姆河至英吉利海峽的英軍並將其殲滅。德國認為一旦此行動成功，法軍將有可能提出停戰。其他行動皆為米夏埃尔攻勢的輔助作戰，為的是牽制索姆河上其他盟軍的行動。然而皇帝會戰本身缺乏確立的戰略目標，當攻勢開始時目標的選定一直在根據戰場狀況而變化。相比下盟軍的主力都集中於重要的地區，如亞眠的鐵路樞紐和海峽的港口，而撤離了德軍佔領、長期受戰火破壞、並無戰略價值的地區。
德軍在攻勢中遇到機動力不足、後勤運輸無法趕上前線部隊的問題，以至於無法即時擴大戰果。擔任攻勢矛頭、快速移動的突擊部隊無法攜帶足夠維持自己戰力的糧食與彈藥，由於缺乏補給，德軍的攻勢日益減弱。到了1918年4月後半，德軍對聯軍的威脅力量已消失，前者地面部隊已傷亡慘重，是否能固守佔領地、保住戰果也成了非常大的問題。到了1918年8月聯軍使用新型戰術和火砲武器，發動反擊的「百日攻勢」，將德軍自皇帝會戰佔領的土地上逐出，不久德國的兴登堡防线崩潰，德意志帝國解體，第一次世界大戰結束。

## 德軍的準備

### 戰略
德軍高層，尤其是最高陸軍指揮艾里希·魯登道夫將軍，承認德軍已無法再繼續打消耗戰，但並不打算放棄西線的戰爭，認為至少要與聯軍達成一個「合理」的停戰協議。雖然魯登道夫並不確定美國是否會派遣大量兵力，但在1917年11月11日陸軍參謀長的會議後，魯登道夫決定在西線發起一個決定性攻勢，而德國政府和參謀長保羅·馮·興登堡元帥則並未參與計畫細節。經過戰術考量後，攻勢決定於聖康坦由米夏埃爾作戰發起，擊潰該處的英法兩軍並突襲北阿拉斯。此區的地面經過冬季和春季驟雨後將會乾得很快，其地形能使攻勢推進更為容易，同時這裡也是戰線上英法兩軍最薄弱處。
攻勢的目標並非單純的抵達英吉利海峽，而為突破防軍防線、席捲英軍南面側翼的部隊，將其壓迫到海峽港口，若頑抗就殲滅之。更進一步擴大戰果的行動還有喬治特作戰和火星作戰，用以打擊更北方因為麥克爾作戰而被分割、於比利時和法國的聯軍部隊，這些行動在規模與重要性與後者相較為小。攻勢前作戰目標的變化不斷顯示德軍高層並未有明確的戰略目標，而任何一個實際上重要的戰略要地如海峽港口、亞眠鐵路樞紐都比德軍計畫中更有機會佔領，但並未加入其佔領目標中。

### 後勤上的限制
由於德國在戰爭期間中後勤運輸的脆弱，顯示出在這次攻勢裡，其效率將會是決定性的關鍵，尤其是米夏埃尔行動將會重蹈1914年施利芬計畫的覆轍—德軍步兵戰鬥推進的距離過長，離鐵路物資補給站相隔過遠，致使後繼無力。突擊部隊為攻勢的先鋒部隊，本身卻沒辦法攜帶足夠的補給維持連續戰鬥的能力，這將導致挺進速度減慢，違反其原本希望快速進攻的意圖。德軍的解決方案為從後方運補後勤資源來維持衝力，然而這並未實現。補給運輸速度跟不上攻勢進展，這讓聯軍在德軍力量減弱時重整部隊、給予兵力較弱的區域支援。還有另一個問題是，德軍試圖佔領的地區已在1916年索姆河戰役和1917年2月和3月撤退到興登堡防線途中的焦土政策而毀壞殆盡，許多基礎設備都受到破壞、通信困難。

### 新型戰術
德軍集中精銳人員，組成一個個突擊部隊單位，最後形成了幾個完整的師，使用新型的「滲透戰術」（由奧斯卡·馮·胡提爾發揚，因此又稱「胡提爾戰術」），突破敵人防線並繞過堅強據點，交由後面跟上的部隊來掃蕩。突擊部隊的目標是攻擊敵軍後方的指揮部、砲兵單位和補給站，並快速佔領領土。這種編制令德軍在初次攻擊時獲得優勢，但因為擔任先鋒與主力，突擊部隊有相當高的傷亡比例，而剩餘的部隊也因為狀況佳的單位都編制到前者，造成整體素質低落。德軍部隊也無如騎兵的機動單位，可用來快速擴大戰果。這個戰術錯誤意味著德軍必須以步兵的步調來進行攻勢，結果就令部隊精疲力盡。儘管突擊隊的攻擊十分有效，後續跟上的部隊在舊式的戰鬥中仍得承受大幅的傷亡。
為達到初期戰線的突破，砲兵中校格奧爾格·布呂歇穆爾（Georg Bruchmüller）研發了新式的「砲兵華爾茲」（Feuerwalze）的戰術，用作效益高又經濟性的砲兵攻擊方式。此分作三個階段：短而急促的對敵方通訊與指揮部發動砲擊、摧毀他們的砲兵陣地和最後一步驟—攻擊他們前線的步兵部隊，砲擊行動通常是短暫的以保留造成奇襲的效果。布呂歇穆爾的戰術於1918年已能實施，此時的德軍有足夠的彈藥和大砲來發動這種攻擊。

## 協約聯軍的準備

### 防禦戰術
聯軍方面，他們在戰線佈下了縱深，減少了前線部隊的數量和將後備軍與補給物資挪到德國砲兵射程之外，這種縱深佈署取自於1917年德軍的防禦方式，聯軍將前線稱為「前哨區」（outpost zone，後來改稱「前方區」（forward zone）），只有佈署少量狙擊手、偵察兵和機槍手。在此區之後、德軍砲兵射程之外的地區為「戰鬥區」（battle zone），為聯軍為阻擋任何德軍可能的攻勢而堅強固守的區域，更後面則準備了戰略預備隊，稱作「後方區」（rear zone），用來阻擋德軍部隊的滲透和反攻。英國步兵師（有九個步兵營）佈署了三個營在「前哨區」、四個營佈署於「戰鬥區」和兩個營在「後方區」。
然而，這種戰區設置的管理並非聯軍部隊全都採用，特別是是近期才由法軍剛接管的英國第5軍團，其防禦體系不全、太少的部隊以至於無法構成一個完整的縱深。「後方區」僅有簡單的紙上標示、「戰鬥區」則以守備營所組成，彼此無法互相支援，令突擊部隊得以滲透成功、將他們分隔以逐一擊破。

## 米夏埃尔

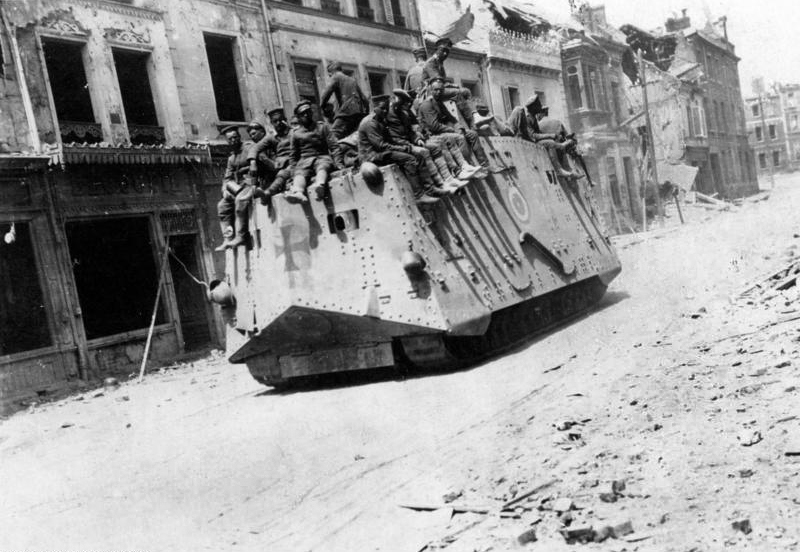
德軍於1918年3月21日，在鲁瓦使用的A7V坦克

1918年3月21日，德軍對英國第4軍團和第三軍團右翼發動攻擊。
3月21日清晨4點40分，德軍火砲開始射擊。轟炸面積覆蓋超過150平方英哩，為整場戰爭中最大的彈幕射擊。超過1,100,000發彈藥在五小時內射出……
德軍攻擊部隊由北到南為奧托·馮·貝羅指揮的第17軍團、格奧爾格·馮德馬維茨（Georg von der Marwitz）的第2軍團和奧斯卡·馮·胡提爾的第18軍團，以及支援胡提爾的一個軍（自第7軍團中分出）。雖然英軍大致上知道攻勢的地點和大略時間，但強大火力的攻擊與轟炸，聯軍還是受到了相當的奇襲。德軍也很幸運，由於早上攻擊時多霧，領頭攻擊的突擊部隊滲透到英軍領地而未曝光。
攻勢發動第一天結束，英軍已陣亡將近20,000人，並有35,000人負傷，而德軍已突破英國第5軍團的幾個前線據點，僅過兩天英第5軍團全面撤退。然而英軍的撤退卻因己方設置的強化據點而包圍，反被後來跟上的德軍步兵殲滅。英國第3軍團的右翼由第5軍團所分割，也被迫撤退以免德軍從側翼包圍。
然而如上所述，魯登道夫沒有正確應用突擊部隊的戰術，他缺乏配合此新型戰術的連貫戰略，他對集團軍司令鲁普雷希特說道：「我們在防線上切出一個缺口，隨之停止」，魯登道夫的問題在於戰略上重要的地區聯軍駐紮兵力亦越多。德軍的大部分力量都浪費於沒有戰略意義的地區，因為如此，魯登道夫的部隊在攻擊英軍逐漸穩固的防區時就已筋疲力竭。3月28日於阿拉斯地區，魯登道夫發動經過倉促攻擊準備的火星作戰，對英國第3軍團的左翼發動攻擊，試圖擴大聯軍防線的缺口，但反遭擊退。

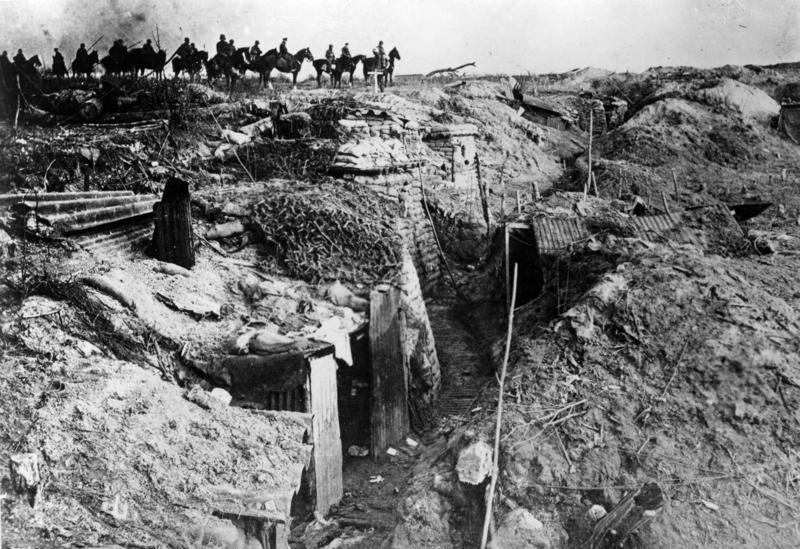
德軍經過英軍棄置的壕溝

德軍僅突破英法兩軍邊界北部一點點，法軍最高統帥菲利普·貝當將軍過晚回應英軍最高統帥道格拉斯·黑格與英國政府向當地英軍派出增援部隊的要求。聯軍將費迪南·福煦任命為聯軍在法國的最高統帥，隨後更成為聯軍在各區部隊的最高指揮官。
經過幾天後，德軍的攻勢開始減弱，步兵精疲力盡、後方的火砲和補給也跟不上前方的部隊。英法和澳大利亞軍則退到亞眠重要的鐵路中心，並逐漸加強了防守力量。試著佔領亞眠的行動失敗後，魯登道夫於4月5日下令終止米夏埃尔作戰。從此次行動來看，儘管德軍發動了龐大的攻勢、以素質高部隊高傷亡換來的皮洛士式勝利、重要的亞眠和阿拉斯仍還在聯軍控制之下，而新佔領的領土則難以通過，主要是因為1916年索姆河戰役雙方發射的彈殼破片造成極度崎嶇的地形，同時也讓該地區難以進行防守戰來阻擋隨後聯軍的反擊。
聯軍損失近255,000人（法國、英國、英聯邦和美國部隊加起來共計）、1,300門火砲和200輛坦克，這些損失很快可以由英國的工廠或美國的人力獲得補充；德軍則約損失239,000人，其中許多為精銳的突擊部隊，是無可取代的。從士氣的角度來看，德軍初期獲得成功所感到的喜悅很快就轉為失望，很明顯的，這次攻勢並未取得決定性的戰果。

## 喬治特

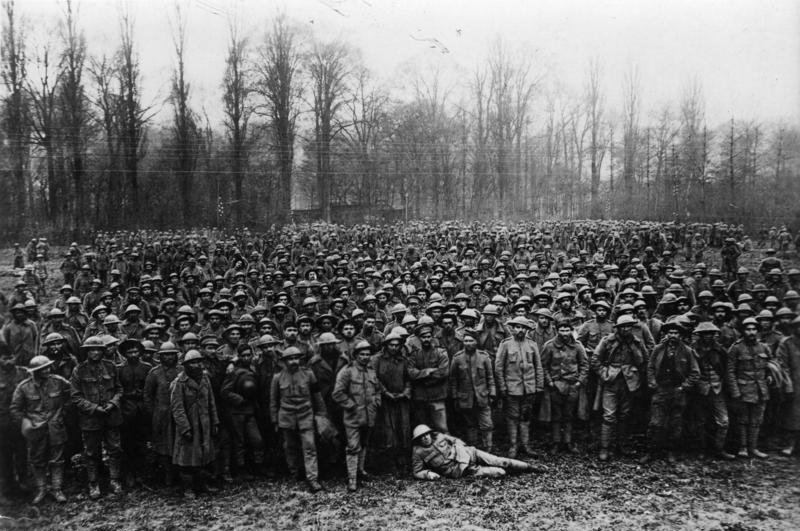
葡萄牙軍戰俘

米夏埃尔作戰迫使英軍防守亞眠，並從阿兹布鲁克利用鐵路抽離兵力，這使得加来海港、滨海布洛涅和敦刻尔克的防守變得很脆弱，德軍後來就成功威脅此區英軍的防區並殲滅之。
喬治特作戰於4月9日在一陣「砲兵華爾茲」後隨即發動。面對德軍主攻勢首當其衝的是歷經一年壕溝戰、疲倦不堪且預定由狀況良好的英軍部隊替換的葡萄牙遠征軍。儘管守軍已損失超過7,000人，葡萄牙軍和與其北側翼的英軍仍蜂擁而出、頑強抵抗，南側翼的英軍也成功守住了拉巴西運河（La Bassée Canal）。隔天，德軍加強了北部攻擊的力度，迫使阿尔芒蒂耶尔的守軍在面臨包圍前匆忙撤退，並佔領了梅森岭。當天結束，英軍僅剩少數幾個的後備步兵師人員在把守利斯河的防線。
由於沒有法國援軍，德軍有機會在一星期時間裡推進剩下24公里通往港口的路程。英國遠征軍（BEF）總司令道格拉斯·黑格於4月11日發布「當日命令」，宣佈：「與我們背後的牆一起，相信我們理想的正義，我們每一人都要戰鬥到底。」
但德軍的攻勢因為後勤補給和暴露的側翼危險而告罄，英、法、美和澳新军团的軍隊阻斷了德軍的進攻，魯登道夫因此於4月29日下令終止喬治特作戰。
這場行動裡，雙方約有110,000人陣亡與受傷。同樣地，最後的戰略成果也令德軍失望，阿茲布魯克仍在聯軍控制之下，而德軍則佔領受敵軍三面環繞而難以防守的突出部。英軍放棄了先前奪取但佔領成本高、價值低的伊珀尔地區，騰出了幾個師來對付德軍的攻擊。

## 布呂歇爾-尤克
當喬治特作戰停止時，一個新的攻擊行動再度發起，目標為吸引法軍遠離海峽港口，讓德軍在北部的行動有新的進展。戰略目標為分割英法兩軍，並在美軍抵達戰場前獲得決定性勝利。
德軍於5月27日在苏瓦松與兰斯一地發動攻擊，該處的防守是由6個久戰疲倦的英國師擔任，而他們此時還處於修整中的狀態，同時因為法軍第6軍團丹尼斯·奧特斯特·迪切涅（Denis Auguste Duchêne）將軍的個人固執，此區的防禦體系並沒有縱深的設計。從結果上來說，「砲兵華爾茲」對聯軍的戰線非常有效，除了少數幾個明顯的特例—崩潰。迪切涅將軍將部隊全部集結到前線的戰壕中，因此後方並無當德軍突破時可抵禦的預備隊。僅英法兩軍在側翼抵抗，德軍似乎有突破馬恩河的可能性。
雙方損失近乎相當，聯軍傷亡137,000人，而德軍直到6月6日則為130,000人，同樣地，德軍損失的又大部分是難以取代的精銳—突擊師。

## 格奈森瑙
魯登道夫試著以西向的格奈森瑙作戰擴大布呂歇爾-尤克作戰的行動，吸引更多南部與和德軍突出部相連的聯軍部隊。法軍曾從俘獲的德軍中收到此攻擊（法國埃纳省馬茲河戰役（法語：Bataille du Matz），參見埃纳會戰）的消息，而他們所做的縱深防禦也減少了於6月9日德軍彈幕轟擊的影響。儘管如此，德軍投入21個師於長37公里正面的攻勢仍令人印象深刻，因為法美兩軍的激烈抵抗，德軍僅挺進14公里。6月11日於贡比涅，法軍突然以4個師和150輛坦克的兵力發動反擊，德軍感到驚訝而中斷了攻勢，格奈森瑙作戰也於當日叫停。
這次作戰一共造成35,000名聯軍和30,000名德軍損失。

## 德軍的最後攻擊
魯登道夫於7月15日發動德軍的最後攻勢，試圖吸引法蘭德斯以南的聯軍部隊和擴大布呂歇爾-尤克作戰以東的突出部。德軍蘭斯以東的攻擊受阻於法軍的縱深，雖然德軍蘭斯西南部的部隊成功跨過了馬茲河，但法軍於7月18日在突出部以西發動大規模攻勢，威脅切斷德軍的突出部，儘管魯登道夫成功擋住這個攻擊並成功撤退突出部的部隊，但盟軍已看透德軍的情勢，發動了百日攻勢，奪回德軍佔領的區域，最終結束戰爭。

## 對戰略的衝擊影響
皇帝會戰的連續攻勢令德軍在一戰中曾佔領了大片的領土。然而德軍並未取得勝利，相反地，德軍人力枯竭、士兵疲倦並置於戰場上，令聯軍得知此狀況。而佔領地的增加也意味著德軍必須鞏固、抵抗聯軍增援兵力的戰線變長，特別是形成突出部的形式更難防守。在六個月內，德軍士兵數量從510萬降到了420萬人，人力資源耗盡。德軍最高統帥部估計，每個月必須要有20萬人用作補充兵力，然而即使將服役年齡降至18歲，也要一年才能徵得30萬的新兵。更糟的是，他們已失去其軍隊精銳：用作滲透戰術的突擊部隊。即使如此，德軍還約有100萬士兵於東線，最後也一直到戰爭結束，試圖令德意志帝國可在歐洲抵抗更久，並繼續持有政治野心。
聯軍雖然受到大量損失，但沒有戰敗。在任命福煦為聯軍最高統帥後，原本不協調統一的聯軍作戰情形已有好轉，增進了其效率。而美軍第一次以單獨部隊證明己方的能力，他們的出現也彌補了歷經四年作戰、人力缺乏的英法兩軍。

## 資料來源
1. 1 2 3 4 5  （英文）Osprey出版，1918 Kaiserschlacht, ¨The Final German Offensive，第16頁
2. ↑  Churchill, "The World Crisis, Vol. 2", p.963. German casualties from "Reichsarchiv 1918"
3. ↑  Churchill, "The World Crisis, Vol. 2", p.963. French casualties from "Official Returns to the Chamber, March 29, 1922"
4. ↑  Churchill, "The World Crisis, Vol. 2", p.963. British casualties from "Military Effort of the British Empire"
5. ↑  Edmonds, Davies & Maxwell-Hyslop 1995，第147–148, 168頁.
6. ↑  . www.cndp.fr.   [2 September 2018]. （原始内容存档于2021-05-10）.
7. ↑  Blaxland, p.25
8. ↑  Middlebrook 1983, pp. 30-34.
9. ↑  Brown 1998, p. 184.
10. ↑  Robson 2007, p. 93.
11. ↑  Brown 1998, p. 184
12. ↑  Middlebrook 1983, pp. 347-348.
13. ↑  Simpson 1995, p. 117-118.
14. ↑  Simpson 1995, p. 124.
15. ↑  Simpson 1995, p. 123.
16. ↑  Bruchmüller （页面存档备份，存于） biography.
17. ↑  D T Zabecki, The German 1918 Offensives: A Case Study of The Operational Level of War, Taylor & Francis, 2005, p 56
18. ↑  Blaxland, p.28
19. ↑  .   [2011-02-04]. （原始内容存档于2010-12-12）.
20. 1 2  Marix Evans, p.63
21. ↑  Marix Evans, p.81
22. ↑  Marix Evans, p.105